# Paulianaleyrodes
Paulianaleyrodes es un género de insectos hemípteros de la familia Aleyrodidae, subfamilia Aleyrodinae. El género fue descrito primero por Cohic en 1966.

## Especies
La siguiente es la lista de especies pertenecientes a este género.
- Paulianaleyrodes pauliani Cohic, 1966
- Paulianaleyrodes splendens Cohic, 1966
- Paulianaleyrodes tetracerae Cohic, 1966